# Ulica Przemysłowa w Janikowie
Ulica Przemysłowa w Janikowie — jedna z głównych ulic w Janikowie,  w kierunku północ-południe.

## Przebieg
Ulica biegnie z północy miasta na południe. Krzyżuje się z innymi ważnymi drogami w mieście. Na znacznym odcinku jest prosta, bez łuków, wzniesień i zakrętów. Łączy między sobą największe zakłady przemysłowe miasta.

## Otoczenie
Przy ulicy znajdują się m.in.:
- Fabryka Mebli Janipol
- Urząd Miejski
- Piastowski Bank Spółdzielczy (siedziba dyrekcji)
- Miejsko-Gminny Ośrodek Kultury
- Janikowskie Zakłady Sodowe S.A.